# Nadine Sieben

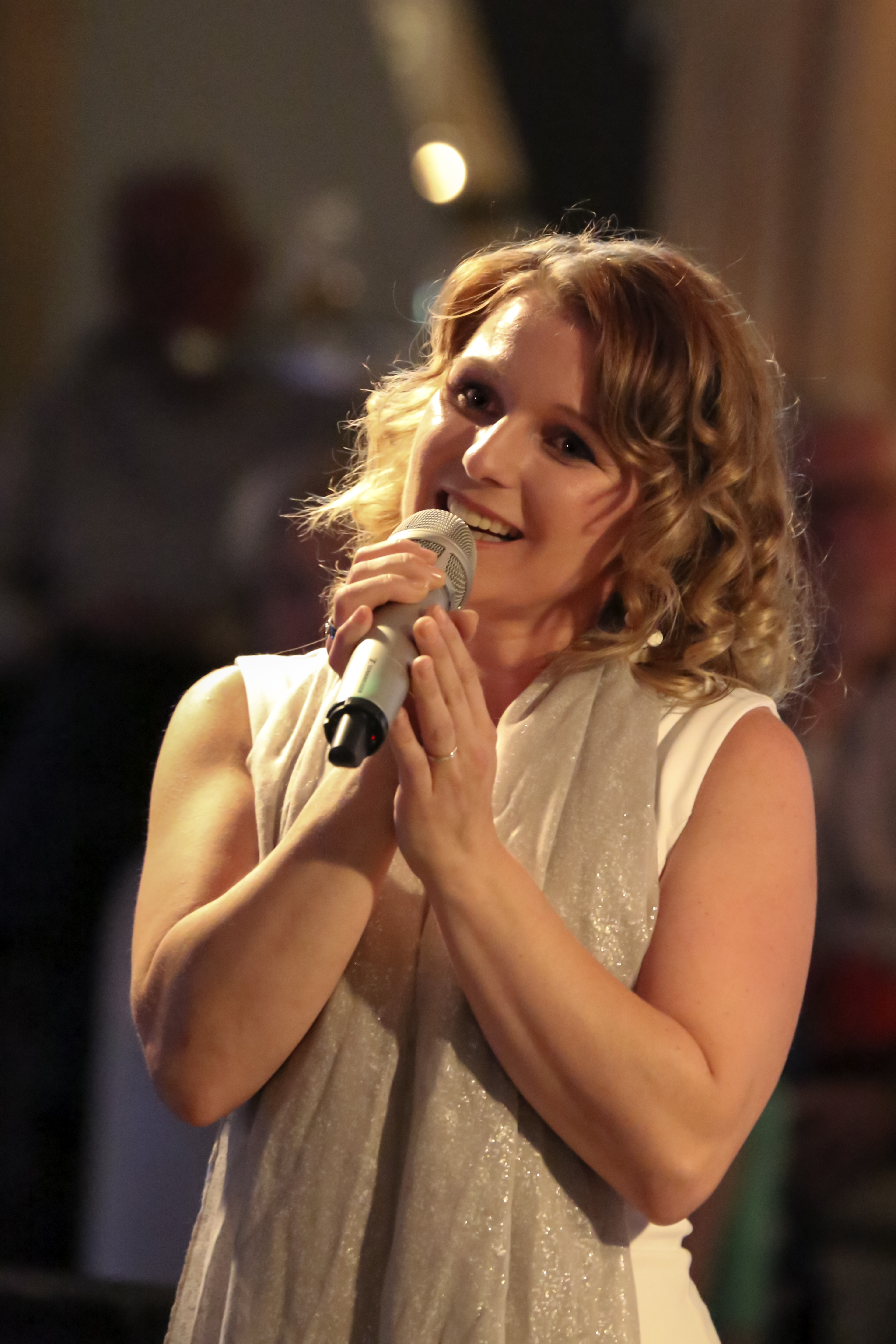
Nadine Sieben (2017)

Nadine Sieben (* 14. Oktober 1979 in Kamp-Lintfort) ist eine deutsche Sängerin, Unterhaltungskünstlerin und Komponistin.

## Ausbildung und Privatleben
Mit 10 Jahren wurde Nadine Sieben Mitglied der Hamburger Alsterspatzen. Von 1998 bis 2004 studierte sie am Gesangsinstitut Peter Anders in Hamburg. Weitere Studien im Bereich Schauspiel bei Ina Holst und im Bereich Gesang bei Tereza Farkas und Kammersängerin Gabriele Schnaut folgten.
Nadine Sieben ist verheiratet und Mutter von zwei Söhnen und einer Tochter.

## Karriere
Nach der Veröffentlichung ihrer Debütsingle Das Feuer der Liebe (2013) folgte das erste Album Superlative Gefühle (2014). Die Single Schuhe, aus dem Jahr 2015 belegte Platz 22 der iTunes-Charts und erhielt eine Nominierung für den Deutschen Rock- und Pop-Musikpreis. Diesen gewann sie in der Sonderkategorie Beste Schlagersängerin 2015.
Die Sängerin ist auch als Komponistin und Texterin aktiv und schreibt eigene Musicals für Kinder.
Ihr Kindermusical Zaubermärchenland wurde im Rahmen des 1. Internationalen Märchenfestivals am 29. Oktober 2016 in der Malerschule Buxtehude uraufgeführt.
Die Kinderliederreise – Meine Tante aus Marokko wurde am 20. Oktober 2019 im Theater Arnstadt uraufgeführt.

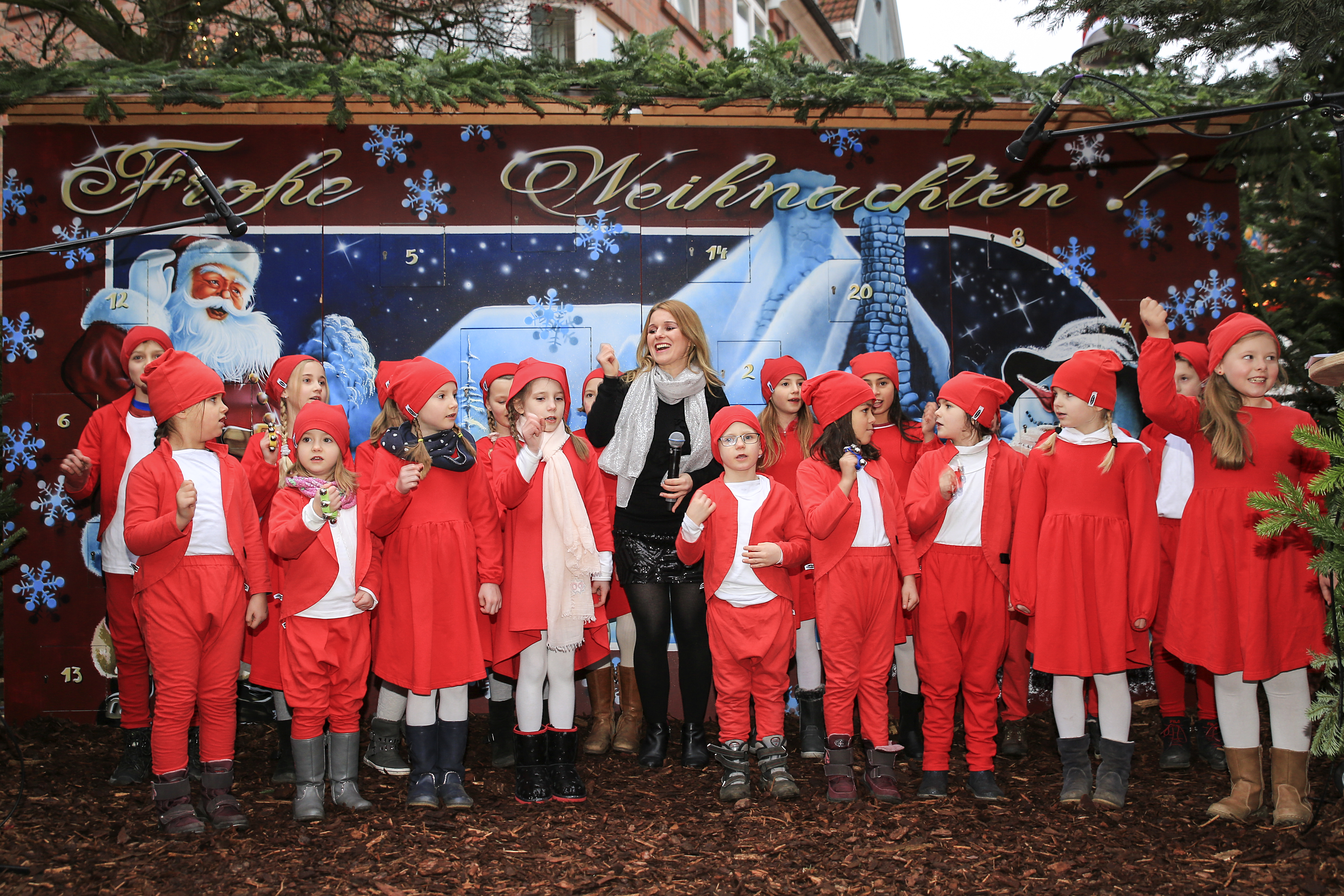
Nadine Sieben und die Zwerge (2017)

Anfang 2017 startete das Projekt Nadine Sieben und die Zwerge. Mit dem Kinderchor entstand das Album Überall ist Musik. Das am 24. November 2017 erschienene Kinderliederalbum wurde 2017 in der Sonderkategorie Bestes Kinderlieder-Album mit dem 1. Preis beim Deutschen Rock- und Pop-Musikpreis ausgezeichnet.
Am 26. April 2019 wurde das Hörspiel Cosmo und Azura von Universal Music veröffentlicht. Es wurde produziert mit Wolfram Eicke, Dieter Faber und Rolf Zuckowski. Nadine Sieben übernahm hierin, gesanglich und textlich, die Hauptrolle der Libelle Azura. Mit Veröffentlichung der Single-Auskopplung Bim-Bim-Bimmelim aus dem Album Überall ist Musik wurde der Wechsel zu Universal Music am 28. Juni 2019 offiziell verkündet. Am 3. Juli 2020 veröffentlicht Nadine Sieben bei Universal Music im Label Karussell das Kinderliederalbum Kinderland.
Am 25. März 2022 erschien das Album Leben leben bei Universal Music. Produzent war Peter Hoffmann. Das Album erhielt sechs Auszeichnungen beim Deutschen Rock- und Pop-Preis.
Am 28. April 2023 veröffentlichte Fiesta Records den Pop-Schlager Higher love in deutscher Sprache, am 12. Mai 2023 wurde der Song zusätzlich in englischer Sprache veröffentlicht.

## Diskografie (Alben)
- 2014: Superlative Gefühle (Artists & Acts)
- 2017: Überall ist Musik (Bosworth Recorded Music)
- 2019: Cosmo und Azura (Universal Music) – Hauptrolle der Libelle Azura
- 2020: Kinderland (Universal Music)
- 2022: Leben leben (Universal Music)
- 2022: Weihnachten, wie wir uns auf dich freu‘n (Universal Music)
- 2023: Higher love (Fiesta Records)

## Auszeichnungen
- 2. Preis in der Kategorie „Beste Schlagersängerin“ Deutscher Rock- und Pop-Preis 2014[11][12]
- 1. Preis in der Kategorie „Beste Schlagersängerin“ Deutscher Rock- und Pop-Preis 2015[13]
- 1. Preis in der Kategorie „Bestes Kinderliederalbum“ Deutscher Rock- und Pop-Preis 2017[14]
- 1. Preis für das Album Leben leben – „Bestes CD-Album - deutschsprachig“ Deutscher Rock- und Pop-Preis 2022
- 1. Preis für das Album „Leben leben“ – „Bestes Schlager-Album“ Deutscher Rock- und Pop-Preis 2022
- 1. Preis für den Song Leben leben – „Bester Song des Jahres - deutschsprachig“ Deutscher Rock- und Pop-Preis 2022
- 1. Preis für den Song Leben leben – „Bester Schlager-Song“ Deutscher Rock- und Pop-Preis 2022
- 1. Preis „Beste Schlagersängerin“  Deutscher Rock- und Pop-Preis 2022
- 1. Preis „Beste Solosängerin“ Deutscher Rock- und Pop-Preis 2022